# Skorpiovenator bustingorryi
Skorpiovenator bustingorryi es la única especie conocida del género extinto Skorpiovenator ("cazador de escorpiones") de dinosaurio terópodo abelisáurido que vivió a finales del período Cretácico Superior, entre 95 a 93 millones de años, durante el Cenomaniano, en lo que hoy es Sudamérica.Sus fósiles fueron encontrados en la Formación Huincul en Neuquén, de la Patagonia Argentina. Esta especie posee una fosilización excepcional, debido a que se encuentra articulado y bastante completo.

## Descripción

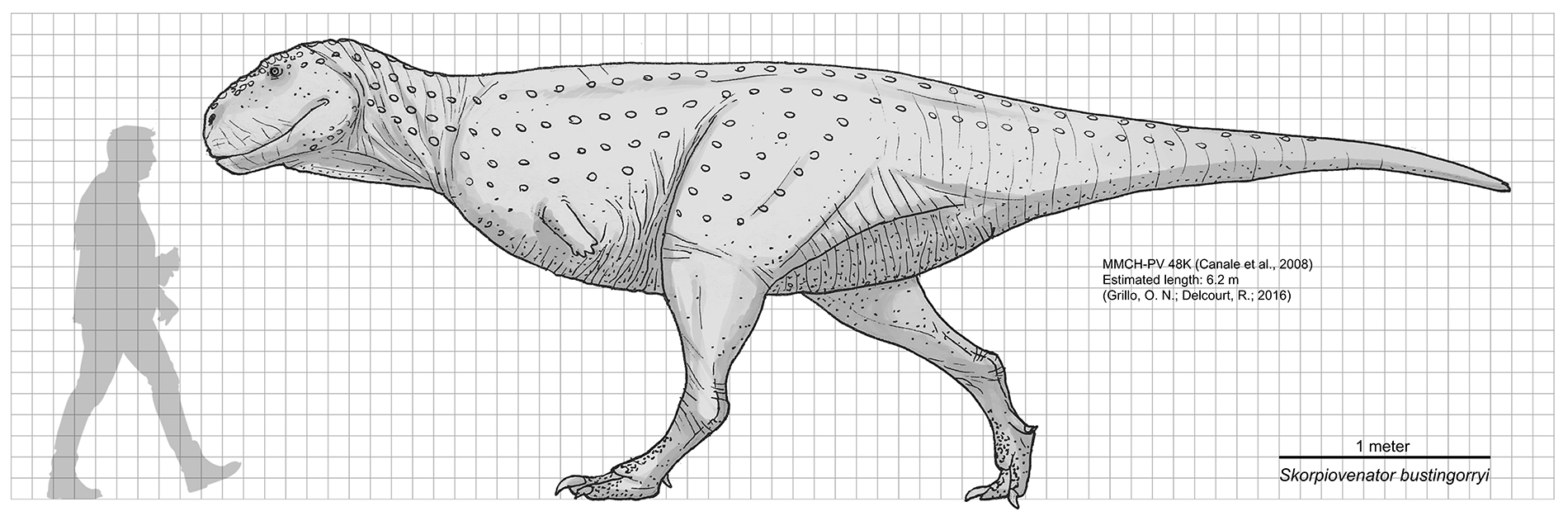
Tamaño de Skorpiovenator.

Se estima que el Skorpiovenator llegaba a medir unos 6 m de longitud, con base en su esqueleto con una longitud preservada de 4,37 m. En 2010 Gregory S. Paul calculó un tamaño mayor, con un largo de 7,5 m y un peso de 1,67 tn y posteriormente en 2011 Thomas Holtz, jr. le asignó un largo de 9 m. En 2016, se estimó un tamaño muy similar al de su descripción original, con 6,2 m de largo. Ni sus brazos ni sus escápulas fueron hallados, pero se supone que eran cortos como en especies afines, en contraste con sus poderosas patas dotadas de fuertes músculos en el muslo y tibias robustas sobre los cuales balanceaba su enorme cuerpo.

### Cráneo
El cráneo de Skorpiovenator era corto, robusto y se hallaba cubierto de crestas, surcos, tubérculos y nódulos protuberantes, como los que se suelen observar en las cabezas de muchos terópodos abelisáuridos. Sus mandíbulas delgadas poseían varios dientes afilados con bordes aserrados. Skorpiovenator puede no haber tenido una gran fuerza de mordida, como se ha sugerido para otros abelisáuridos. Este dinosaurio puede haber usado su cráneo alto como un mazo, llevando la cabeza hacia atrás y aventándola contra su presa de manera que sus dientes penetraran con la fuerza suficiente como para provocar daño a la presa.

## Descubrimiento e investigación

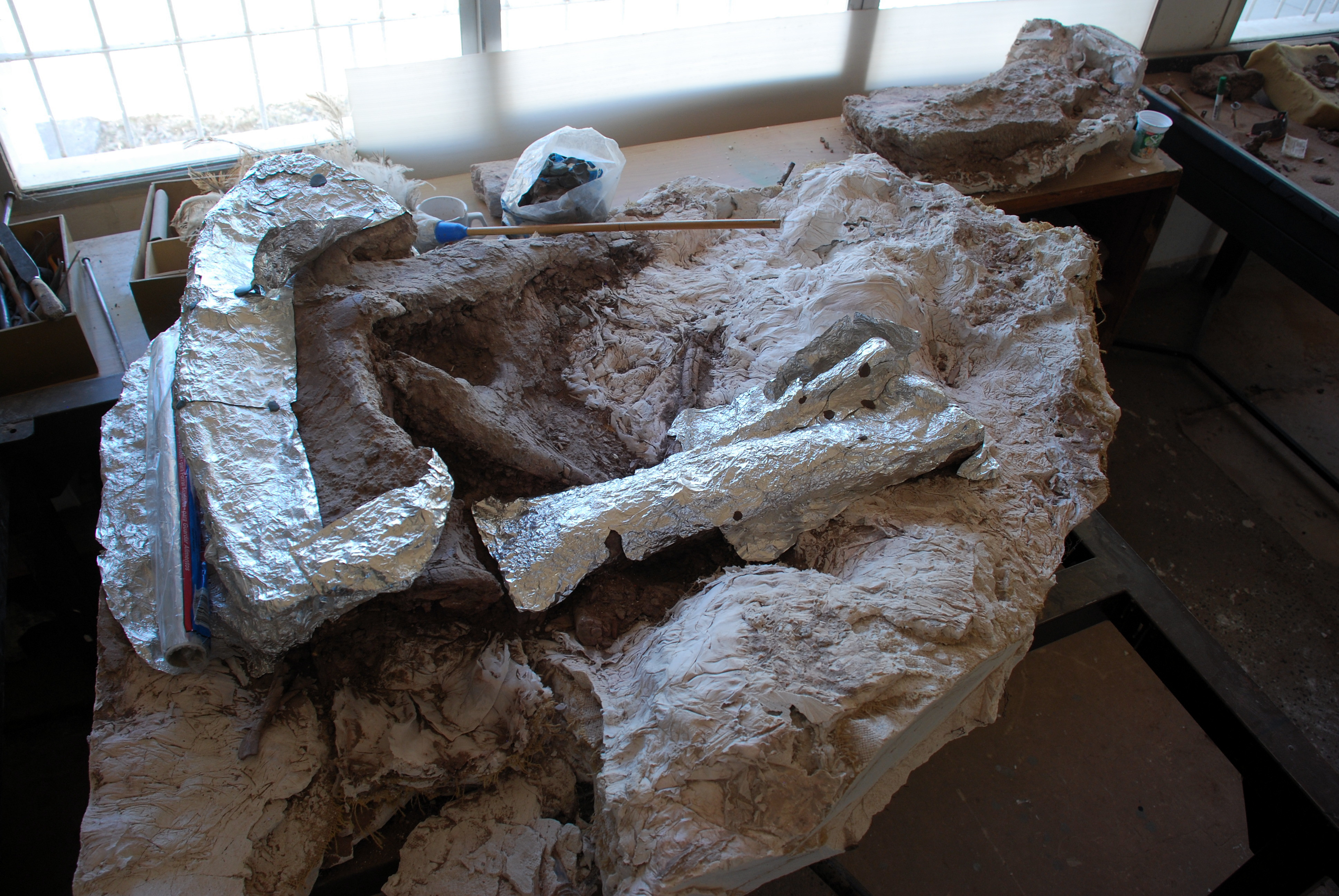
Fósil en preparación.

El holotipo (MMCH-PV 48) se encuentra en el Museo Municipal “Ernesto Bachmann”, de Villa El Chocón, Neuquén, Argentina. Es un esqueleto articulado,  el cráneo está casi completo con las mandíbulas y la mayor parte de los huesos postcraneales; faltan ambos brazos y la última mitad de la cola. Desde la punta del hocico a la última vértebra encontrada mide 4,37 m, gracias a lo cual los autores estimaron un largo total de 6 m para Skorpiovenator. El espécimen tipo fue descrito y nombrado por Canale, Scanferla, Agnolin y Novas en 2009, si bien el artículo de descripción fue prepublicado digitalmente en 2008.

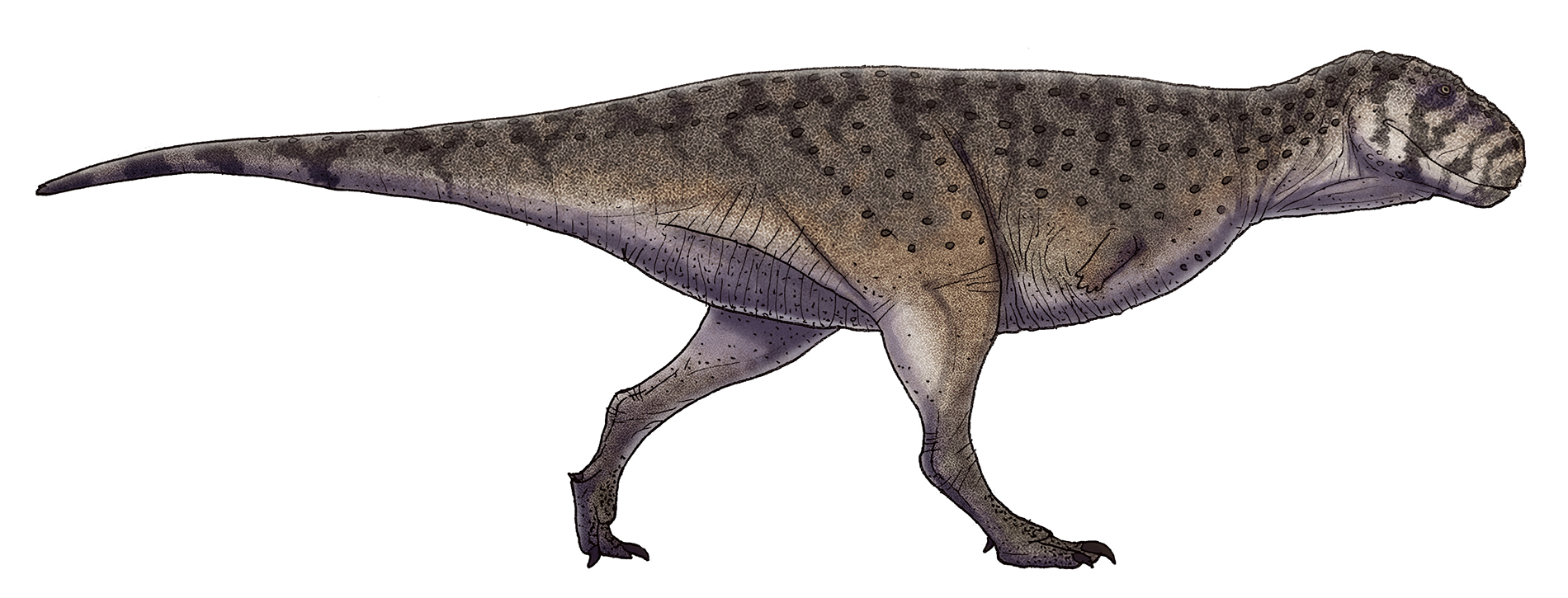
Recreación en vida.

El espécimen fue recobrado de la parte baja de la Formación Huincul en la Patagonia, datada durante el final de la época del Cenomaniano, de alrededor de 95 millones de años. Puede haber vivido en la misma época que otros carnívoros, como el carcarodontosáurido Mapusaurus y otro abelisáurido, Ilokelesia.

### Etimología
El nombre del género Skorpiovenator deriva de la palabra griega skorpios que significa "escorpión" y del vocablo latino venator que significa "cazador". El nombre de la especie Skorpiovenator bustingorryi es en honor a Manuel Bustingorry, dueño del campo donde fue encontrado. Además, el nombre también hace referencia a la gran cantidad de escorpiones que había en el sitio de excavación.

## Clasificación
En 2008, Canale et al. publicaron un análisis filogenético enfocado en los carnotaurinos sudamericanos. En sus resultados, hallaron que todas las formas sudamericanas (incluyendo a Skorpiovenator) se agrupan en un subgrupo de la subfamilia Carnotaurinae, al cual denominaron Brachyrostra, que significa "rostro corto". Por definición, el clado comprende a "todos los abelisáuridos más cercanamente relacionados con Carnotaurus sastrei que con Majungasaurus crenatissimus." Basándose en la similitudes entre los dientes de Skorpiovenator y los carcarodontosáuridos, los autores mencionados sugieren que los dientes aislados encontrados de edad posteriore al Cenomaniano y antes asignados a la familia Carcharodontosauridae de manera indeterminada, pertenecerían en realidad a abelisáuridos.

### Filogenia
|  | Carnotaurus |
|  |             |
|  | Aucasaurus  |
|  |             |

|  | Ilokelesia                                                          |
|  |                                                                     |
|  | \| \| Skorpiovenator \| \| \| \| \| \| Ekrixinatosaurus \| \| \| \| |
|  |                                                                     |
|  | Skorpiovenator                                                      |
|  |                                                                     |
|  | Ekrixinatosaurus                                                    |
|  |                                                                     |

|  | Skorpiovenator   |
|  |                  |
|  | Ekrixinatosaurus |
|  |                  |

|  | Carnotaurus |
|  |             |
|  | Aucasaurus  |
|  |             |

|  | Ilokelesia                                                          |
|  |                                                                     |
|  | \| \| Skorpiovenator \| \| \| \| \| \| Ekrixinatosaurus \| \| \| \| |
|  |                                                                     |
|  | Skorpiovenator                                                      |
|  |                                                                     |
|  | Ekrixinatosaurus                                                    |
|  |                                                                     |

|  | Skorpiovenator   |
|  |                  |
|  | Ekrixinatosaurus |
|  |                  |

|  | Carnotaurus |
|  |             |
|  | Aucasaurus  |
|  |             |

|  | Ilokelesia                                                          |
|  |                                                                     |
|  | \| \| Skorpiovenator \| \| \| \| \| \| Ekrixinatosaurus \| \| \| \| |
|  |                                                                     |
|  | Skorpiovenator                                                      |
|  |                                                                     |
|  | Ekrixinatosaurus                                                    |
|  |                                                                     |

|  | Skorpiovenator   |
|  |                  |
|  | Ekrixinatosaurus |
|  |                  |

|  | Carnotaurus |
|  |             |
|  | Aucasaurus  |
|  |             |

|  | Ilokelesia                                                          |
|  |                                                                     |
|  | \| \| Skorpiovenator \| \| \| \| \| \| Ekrixinatosaurus \| \| \| \| |
|  |                                                                     |
|  | Skorpiovenator                                                      |
|  |                                                                     |
|  | Ekrixinatosaurus                                                    |
|  |                                                                     |

|  | Skorpiovenator   |
|  |                  |
|  | Ekrixinatosaurus |
|  |                  |